# Sampi
De sampi (hoofdletter: Ϡ, kleine letter: ϡ) is een letter uit het Griekse alfabet. De naam 'sampi' (Grieks: σαμπῖ) komt waarschijnlijk van het Griekse ὡσὰν πῖ, zoals pi. De letter zou al snel verdwijnen uit het alfabet.
De sampi zou later gaan functioneren in het Griekse getalsysteem als het getal 900.

## Het probleem vansampi
De interpretatie van de letter die men σαμπεῖ sampeĩ, σαμπῖ sampĩ, σανπεῖ sanpeĩ of σανπῖ sanpĩ noemt in het Oudgrieks, stuit op vele problemen (het aantal mogelijke schrijfwijzen voor zijn naam geeft dat al aan). De letter wordt inderdaad vrijwel uitsluitend als Grieks cijfer gebruikt, terwijl andere Griekse cijfers hun oorsprong vinden in het Griekse alfabet, zelfs al worden zij nu niet meer als zodanig gebruikt (zoals digamma en qoppa).

## Oorsprong
De meningen zijn verdeeld over de oorsprong van sampi. Ten eerste is de letter aan het einde van het alfabet toegevoegd. Dit wijst in het algemeen op: ofwel een uit een ander alfabet afgeleide letter (zoals de Y en de Z van het Romeinse alfabet, die van het Griekse alfabet afkomstig zijn), ofwel een nieuwe letter (zoals het teken voor de /f/ in de vorm van een 8 van het Etruskische alfabet). Op deze manier wordt de alfabetische volgorde niet verstoord. Sampi zou een nieuwe letter kunnen zijn, het ontbrekende teken voor de numerieke waarde 900.

### Aanwijzingen uit de naam
De naam zelf is al een reden voor discussie.
Er bestaat een onwaarschijnlijke uitleg voor de naam sampi: het zou samengesteld zijn uit σάν en πῖ, de eerste zijnde de naam van de Archaïsche letter san, ϻ, en de tweede de Griekse letter pi, π. De letter san is echter niet terug te vinden in de vorm van de letter sampi en tevens is deze letter niet terug te vinden in het epichorische Ionische alfabet (terwijl de Griekse cijfers uit de Ionische stad Milete komen). Ook is san niet terug te vinden in de Ionische cijfers, aangezien deze letter hier onbekend is: sampi kan hier dus niet van zijn afgeleid. Er is wel een relatie met san mogelijk, aangezien beide tekens zijn afgeleid van het Fenicische ṣādē (zie onder).
Een al wat oudere hypothese lijkt logischer: de naam zou eerder een beschrijving zijn en wijzen op een verband met de letter π (pi). Inderdaad zou de naam σαvπῖ een samenvoegsel kunnen zijn van σὰν en πῖ, wat zowel in middeleeuws als in modern Grieks betekent "zoals pi" (in oud Grieks ὡσὰν πῖ). De verandering van ν in µ vóór een π is gebruikelijk in het Grieks. De naam zou dus een beschrijving zijn; het klopt dat de tracé van sampi lijkt op een schuine pi (de gelijkenis is meer of minder overtuigend afhankelijk van het lettertype). De naam is echter waarschijnlijk lang na de letter ontstaan; de interpretatie is dus gedaan toen de letter al bestond, wat wil zeggen dat de letter sampi in principe niet is afgeleid van de letter pi.

### Epigraphische aanwijzingen
Michel Lejeune stelt het kortdurend bestaan (vanaf de helft van de zesde eeuw en de helft van de zevende eeuw voor Christus in Ionië en tussen de vierde en de tweede eeuw in Pamfylië) van een lokale letter vast in bepaalde alfabetten van het Aziatische Ionië (in Teos, Efeze, Cyzicus, Halicarnassus, bijvoorbeeld, maar niet in Milete) en in Pamfylië (Perge, Sillyon). De genoemde letter, die M. Lejeune als sampi identificeert, wordt op verschillende manieren geschreven, zoals  en  in Pamfylië.
Zij diende ervoor de intervocalische sterk sissende medeklinker te noteren, die verscheidene fonetische veranderingen onderging (waarvan de palatalisatie van de oude *k en *t van het prehistorische Grieks) . In de meeste dialecten werd deze genoteerd met ΣΣ, ΤΤ in Attisch-Ionisch. Verder zien we, vanaf de Ve eeuw, in de Ionische alfabetten dat  langzamerhand wordt vervangen door ΣΣ, waaruit we kunnen afleiden dat de eerdere uitspraak [ts] [ss] wordt. In het Ionisch en Pamfylisch in Azië werd zij mogelijk als [ts] uitgesproken. Enkele woordvoorbeelden : ΤΕΑΡΑϘΟΝΤΑ (in Efeze ; in Ionisch-Attisch : τετταράκοντα, elders : τεσσαράκοντα, « veertig »), ΘΑΛΑΗΣ (in Téos ; in Ionisch-Attisch : θαλάττης, elders : θαλάσσης, « zee » in de tweede naamval). In het Pamfylisch wordt de naam Artemis als volgt geschreven ϜΑΝΑΑ (normaliter beginnend met een afwijkende digamma), wat overeenkomt met het Ionisch-attisch ἄνασσα, « Koningin ».
Volgens M. Lejeune is de Ionische sampi afgeleid uit het Carische alfabet. Het is beter te spreken van een afleiding uit een Griekse schrijfwijze van een van de Anatolische talen, zonder te specificeren welke, want Teos en Efeze liggen in Lydië, Halicarnasse en Karië en de Pamfylische zone vlak bij Lycië. Verder bestaat in het Lycische alfabet een teken dat erg lijkt op de Pamfylische sampi () bedoeld om een medeklinker τ (waarvan de uitspraak niet duidelijk is) te schrijven. De Anatolische oorsprong is mogelijk, maar het valt niet mee om de exacte afkomst van de Griekse sampi's aan te tonen: er bestaan meerdere karakters met een vergelijkbare vorm en hun fonetische waarde is niet zeker.
Andere geleerden, zoals Pierre Swiggers, menen dat de Griekse sampi, net als san (ϻ) van het Fenicische ṣādē  is afgeleid. In dat geval zouden de Anatolische alfabetten deze zeldzame vorm van ṣādē afgeleid hebben uit het Grieks, om de letters te vormen die bij hen op de verschillende schrijfwijzen van sampi lijken. Sampi en san zouden dan twee verschillende schrijfwijzen zijn voor eenzelfde etymon.
Het is dus goed mogelijk dat men de letter pas later zo noemde, omdat het op een pi lijkt. De Ioniërs van Milete hebben het vervolgens aan het einde van hun numerieke alfabet toegevoegd om deze te completeren, zonder het te gebruiken in hun geschriften.

### Evolutie van het teken
Een letter waarvan het gebruik zeldzaam en de oorsprong onduidelijk was moet wel vervormen in de loop van de eeuwen. Om op de huidige vorm uit te komen, Ϡ, uit de oude vormen  of , moeten we kijken naar het Unciaal Grieks, waarin het cijfer 900 wordt weergegeven door het teken  : de overgang van  naar  is duidelijk. Het gaat om een vereenvoudiging van de vorm. Dit teken is trouwens overgenomen in het Gotisch alfabet (waarvan de cijfers uit het Grieks komen).
Na nog enkele vormveranderingen tijdens de Middeleeuwen is sampi uitgekomen op de huidige vorm.

## Informatieke lettercodering
Unicode voorziet - nog (versie 4)- niet in een onderscheid tussen de antieke- en de numerieke sampi. Er zijn nu hoofdletters en kleine letters, waarbij we veel verschillende lettertypen van de hoofdletters vaststellen. Dit wordt verklaard door het feit dat notering van de cijfers in Griekenland is vergelijkbaar met onze notering van de Romeinse cijfers; alleen in hoofdletters in de titels (hoofdstukken bijvoorbeeld). Aangezien we zelden tot hoofdstuk 900 komen zien we deze hoofdletter niet vaak. Hieronder de coderingen in Unicode :
- sampi als hoofdletter Ϡ (U+03E0) :

o UTF-8 : 0xCF 0xA0 ;
o UTF-8, oktaal : \317\240
o decimale weergave : Ϡ ;
- sampi als kleine letter ϡ (U+03E1) :

o UTF-8 : 0xCF 0xA1 ;
o UTF-8, oktaal : \317\241 ;
o decimale weergave : ϡ.

## Appendix

### Aantekeningen en referenties
1. ↑  Op. cit. en bibliografie.
2. ↑  Transmission of the Phoenician Script to the West dans World's Writing System, op. cit. en bibliografie.